# Бёрнхем, Шербёрн Уэсли
Шербёрн Уэ́сли Бёрнхем (Бе́рнем; англ. Sherburne Wesley Burnham, 1838—1921) — американский астроном.

## Биография
Родился в Тетфорде (штат Вермонт). Начал заниматься астрономией как любитель, в 1870—1882 проводил наблюдения в собственной обсерватории в Чикаго, а также периодически в обсерваториях Дирборн (Чикаго) и Уошберн (Мэдисон), в обсерватории Дартмутского колледжа (штат Нью-Гэмпшир). В 1878 участвовал в исследовании астроклимата на горе Гамильтон (Калифорния), где было выбрано место для строительства Ликской обсерватории. В 1888—1892 работал в Ликской обсерватории, в 1893—1913 — в Йеркской обсерватории. С 1893 — профессор практической астрономии Чикагского университета.
Известен открытиями двойных звезд. Проводя наблюдения на рефракторах с превосходными объективами, созданными Э. Кларком, Бёрнхем открыл 1274 двойные звезды, среди которых много интересных и трудных для наблюдения пар; выполнил тысячи микрометрических измерений. Составил общий каталог всех известных к тому времени двойных звезд (13 655), видимых в Северном полушарии, до склонения −31 (издан в 1906 Институтом Карнеги в Вашингтоне) .
Золотая медаль Королевского астрономического общества (1894), Премия Лаланда Парижской АН (1904).
В его честь назван кратер на Луне и астероид (834) Бёрнхамия, открытый в 1916 году немецким астрономом Максом Вольфом.